# Pelargonium sidoides
Pelargonium sidoides ist eine Pflanzenart aus der Gattung der Pelargonien (Pelargonium) innerhalb der Familie der Storchschnabelgewächse (Geraniaceae). Sie stammt aus Südafrika. Diese Heilpflanze wird auch als Afrikanische Geranie, Kapland-Pelargonie oder Südafrikanische Pelargonie bezeichnet. Der Auszug aus den unterirdischen Pflanzenteilen von Pelargonium sidoides (auch: Pelargonienwurzelextrakt genannt) wird als Erkältungs- und Grippemedizin unter verschiedenen Markennamen wie Umckaloabo, Kaloba, Umcka und Zucol verwendet. Der Nachweis über die Effektivität von Umckaloabo ist als gering bis sehr gering eingestuft.

## Beschreibung

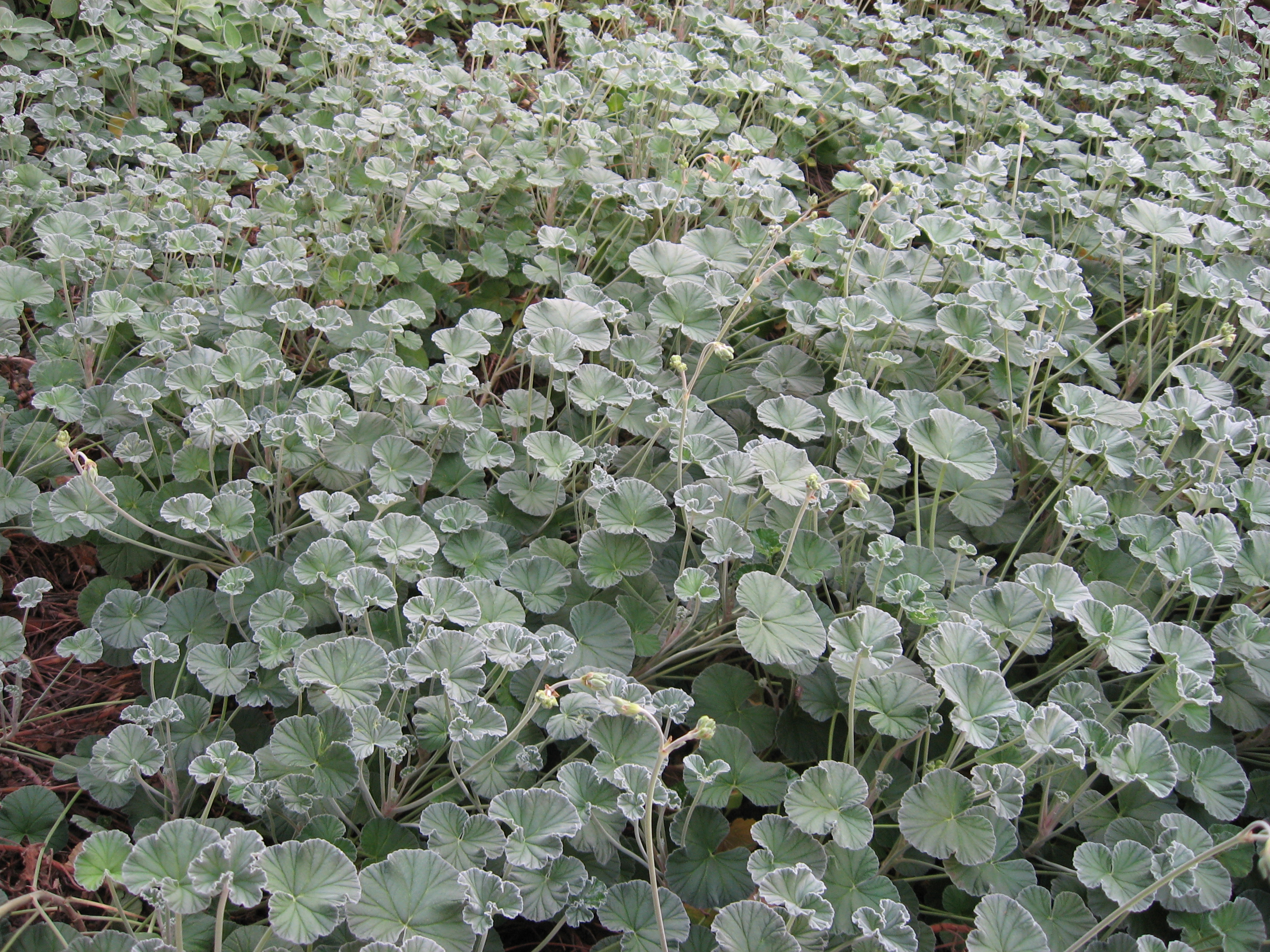
Habitus und Laubblätter

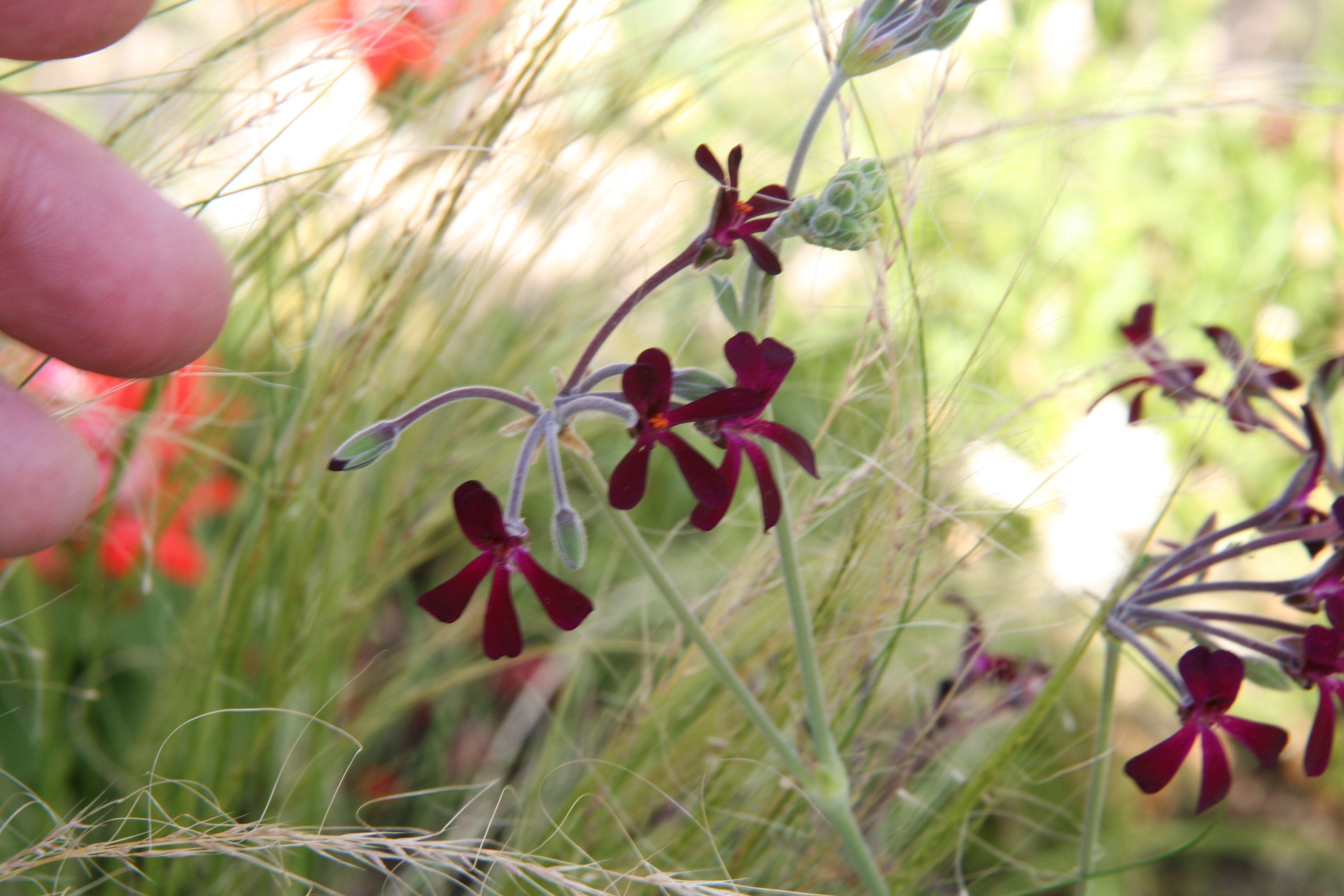
Blütenstand

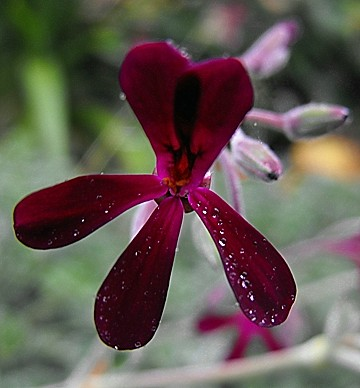
Zygomorphe Blüte

### Vegetative Merkmale
Die Afrikanische Geranie wächst als ausdauernde krautige Pflanze.
Sie wächst als Kleinstrauch und erreicht eine Höhe von bis zu 80 cm. Zudem besitzt sie ein ausgedehntes Wurzelsystem.
Die wechselständig angeordneten Laubblätter sind in Blattstiel und Blattspreite gegliedert. Die Blattspreite wird manchmal als herzförmig bezeichnet und ist samtig und mit einigen kurzen Trichomen behaart.

### Generative Merkmale
Sie kann fast das ganze Jahr über blühen. Ihre Blüten befinden sich in einem Blütenstand.
Die zwittrige Blüte ist zygomorph und fünfzählig mit doppelter Blütenhülle. Die fünf Blütenkronblätter sind dunkelrot bis fast schwarz.

## Standorte und Unterscheidung zu ähnlichen Arten
Sie gedeiht meist in Grasland mit steinigen Böden. Es kann schwierig sein, sie von Pelargonium reniforme zu unterscheiden, die in einem ähnlichen Gebiet wächst, aber tendenziell nierenförmigere Blattspreiten hat.

## Medizinische Anwendung
Eine Überprüfung klinischer Studien im Jahr 2013 durch Cochrane et al. fand vorläufige Beweise für den Nutzen von Pelargonium-sidoides-Wurzelextrakt für die Symptome der akuten Bronchitis, Erkältung und akute Rhinosinusitis; die Qualität der Beweise war jedoch gering bis sehr gering.
Eine Zusammenfassung dieser Überprüfung ergab, dass alle Studien „vom selben Ermittler (dem Hersteller) stammten und in der gleichen Region (Ukraine und Russland) durchgeführt wurden“.

## Taxonomie
Die Erstbeschreibung von Pelargonium sidoides erfolgte 1824 durch Augustin-Pyrame de Candolle in Prodromus systematis naturalis regni vegetabilis, sive enumeratio contracta ordinum generum specierumque plantarum huc usque cognitarum, juxta methodi naturalis normas digesta. Pars 1, S. 680.